# روبي رايت
روبي رايت (بالإنجليزية: Ruby Wright)‏ هي مغنية وملحنة ومغنية مؤلفة أمريكية، ولدت في 8 يناير 1914 في مدينة اندرسون في الولايات المتحدة، وتوفيت في 9 مارس 2004 في سينسيناتي في الولايات المتحدة.

## وصلات خارجية
- روبي رايت على موقع IMDb (الإنجليزية)
- روبي رايت على موقع ميوزك برينز (الإنجليزية)
- روبي رايت على موقع ديسكوغز (الإنجليزية)